# 日古利啤酒

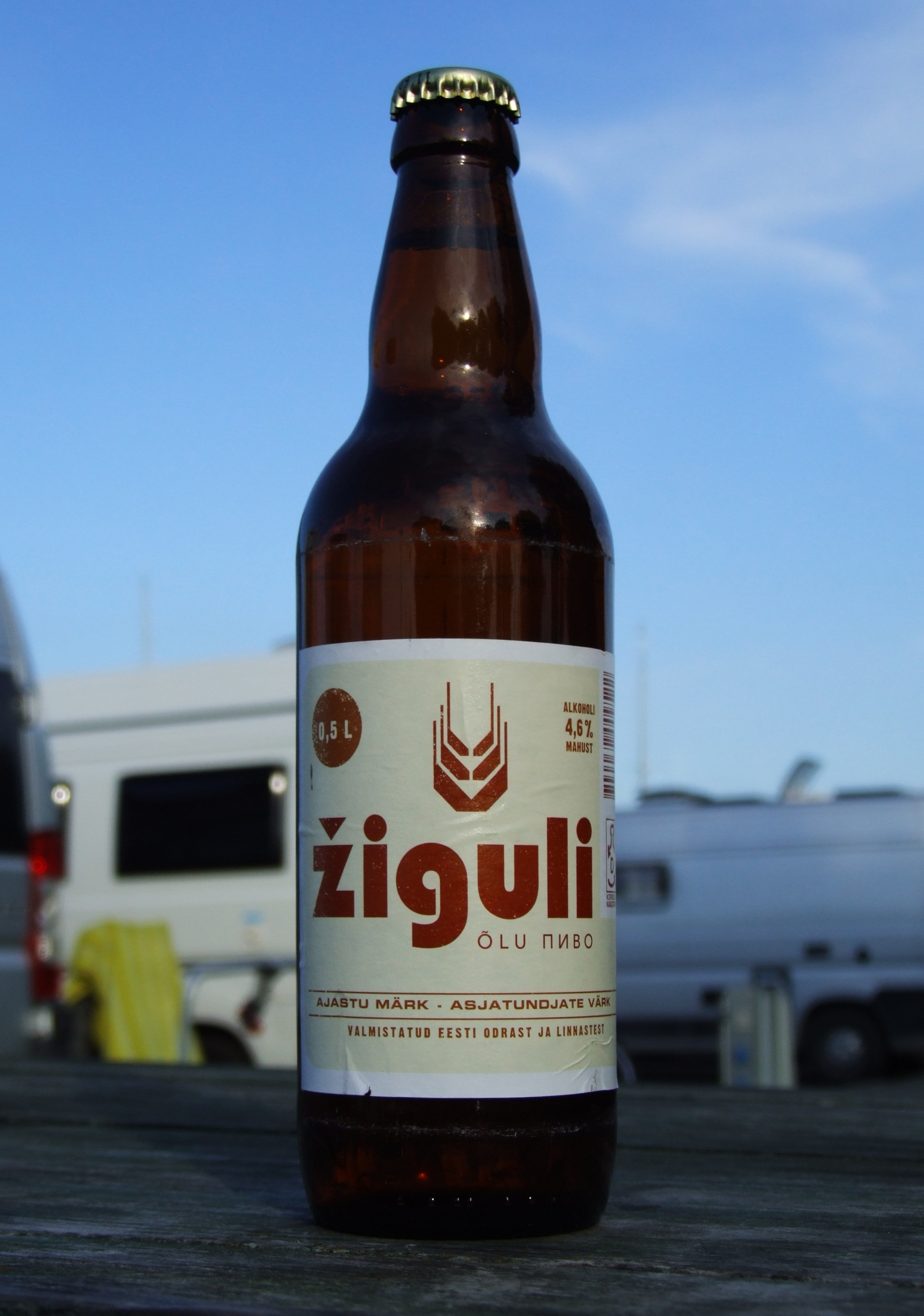
愛沙尼亞生產的日古利啤酒

日古利啤酒（俄语：Жигулёвское）是俄羅斯一個啤酒品牌，源於薩馬拉。
1881年由奧地利人阿爾弗雷德·馮·瓦卡諾創立，當時稱為維也納啤酒（Венское），是俄羅斯最古老的啤酒廠。
十月革命後，布爾什維克把工廠沒收，把酒廠主人遣送回國。1934年阿纳斯塔斯·伊万诺维奇·米高扬視察工廠，並以原品牌名過於「資產階級」為由，下令把品牌名稱改以附近的日古利山脈命名。
蘇聯解體後，在蘇聯各加盟共和國國內的酒廠各自生產自己的啤酒。而在俄羅斯雖然在1992年品牌商標就被註冊，但由於單在俄羅斯就有200家啤酒廠生產「日古利」啤酒，導致代表俄羅斯九成啤酒廠商的「俄羅斯啤酒及非酒精飲料聯合會」提出訴訟要求撤銷註冊，最終在2000年商標被撤銷註冊。